# Ясур
Ясу́р (англ. , фр. и бисл. Yasur) — активный вулкан на острове Танна (Вануату).
Высота над уровнем моря — 361 м, при этом диаметр кратера около 400 м. Вулкан расположен юго-восточнее более высокого вулкана Тукосмера (1084 м), но последний раз извергавшегося в плейстоцене.
Ясур — стратовулкан, расположен на стыке Тихоокеанской и Австралийской литосферных плит. Вулкан очень активен, последние извержения были в 2006 и 2008 годах. В 2010 году было вновь зарегистрировано повышение активности.
Несмотря на свою активность и частые извержения, Ясур считается самым доступным вулканом в мире и часто посещается туристами.
На вулкане проходили съёмки фильма «Доспехи Бога 3: Миссия Зодиак».

## Галерея

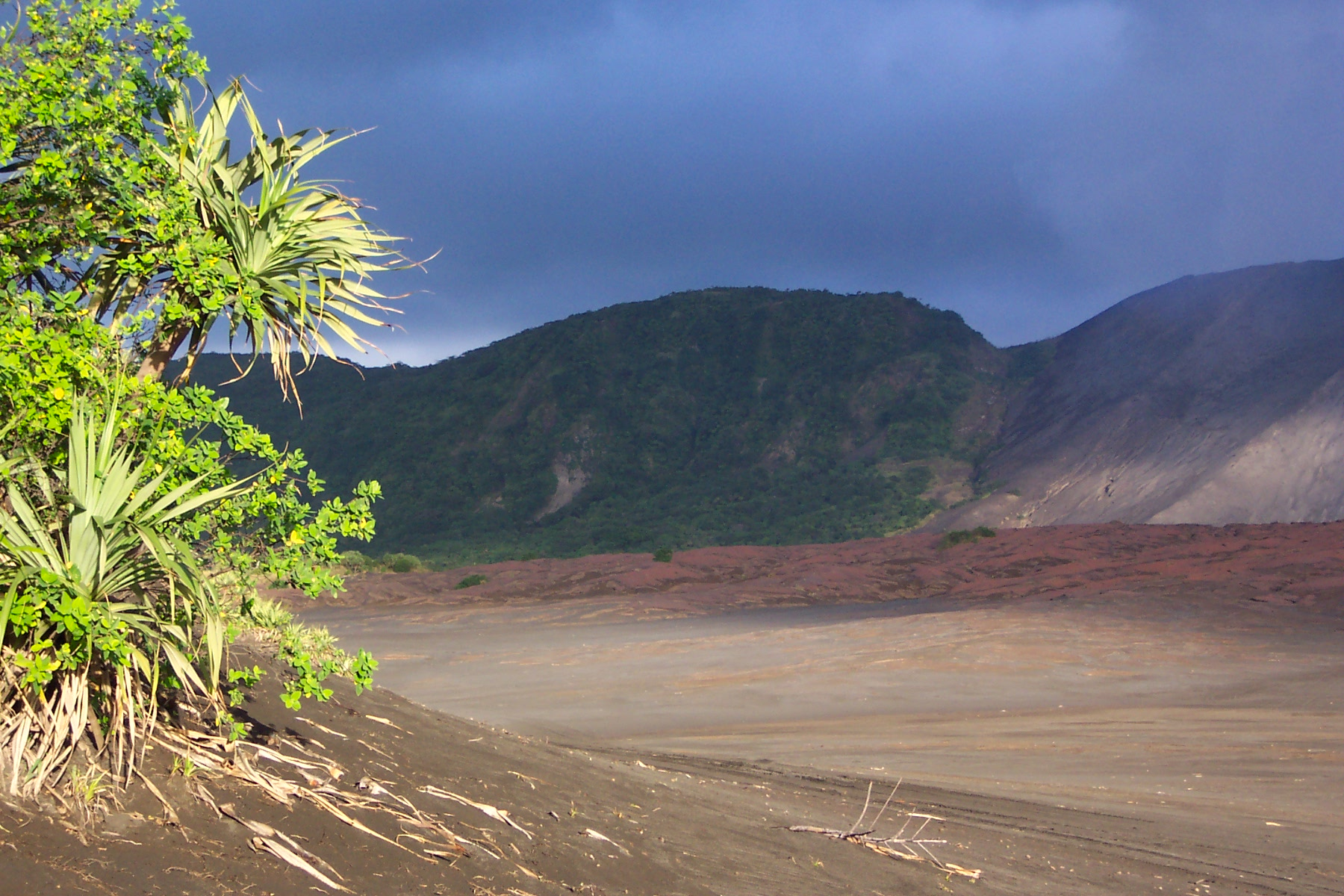
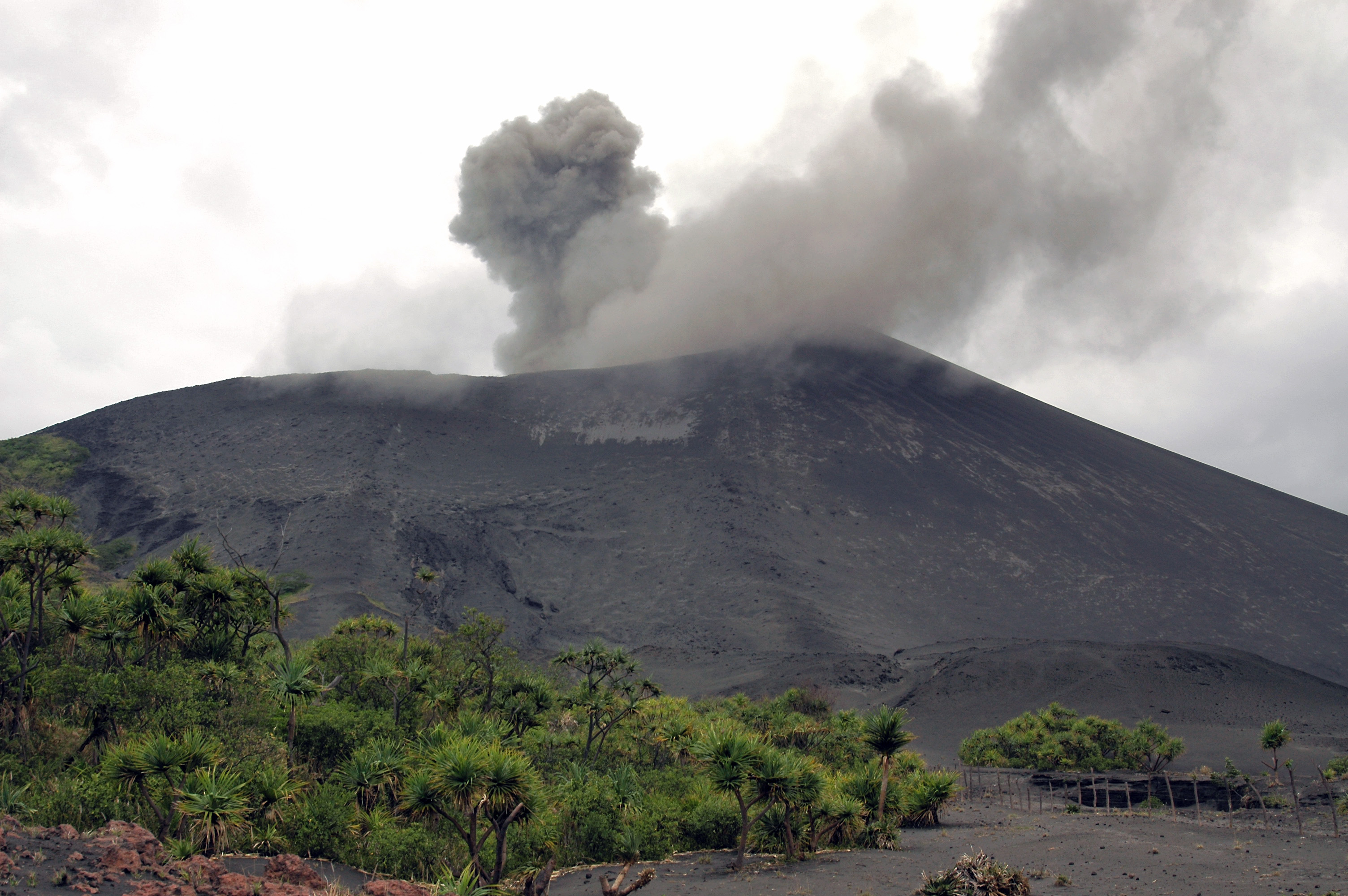
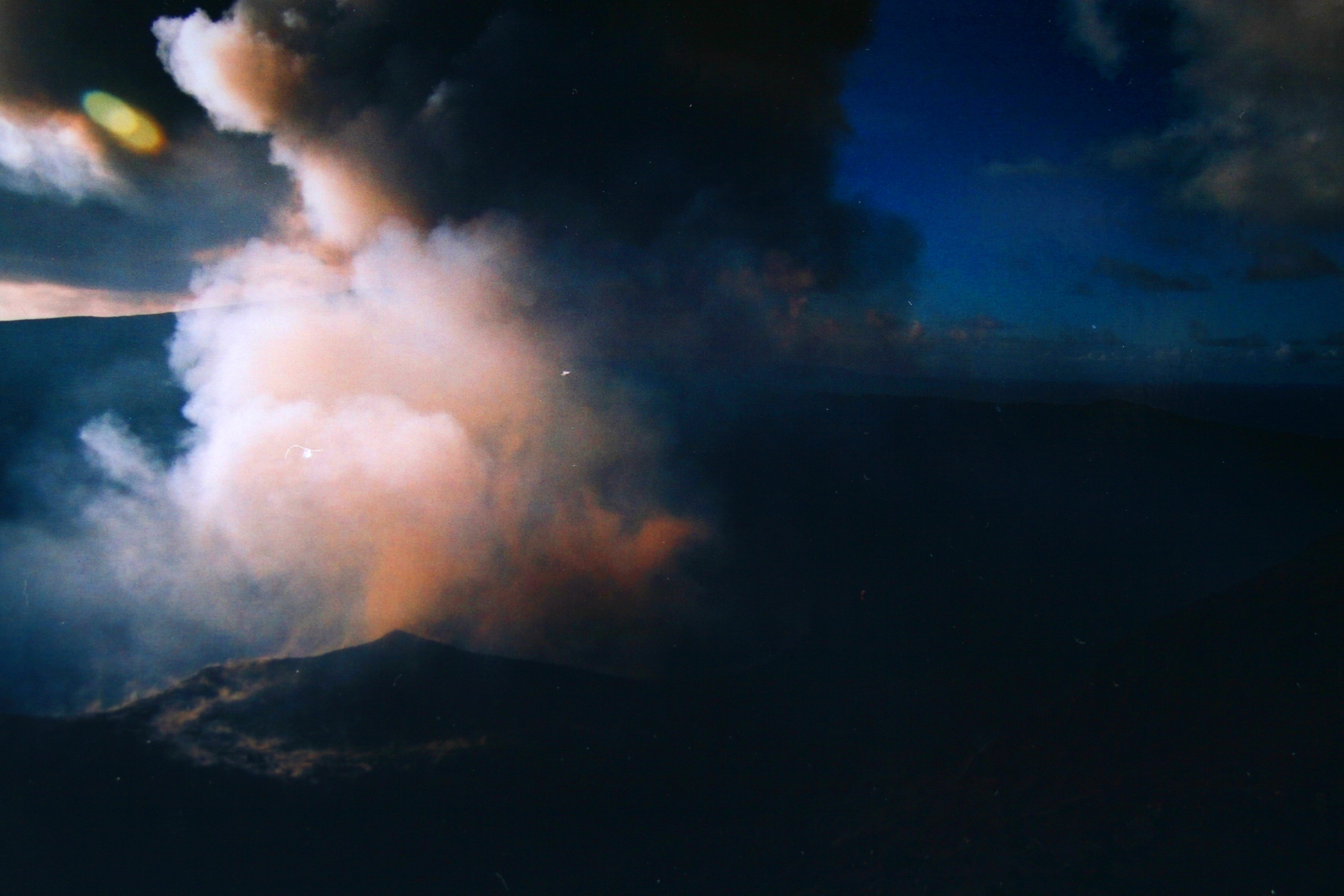
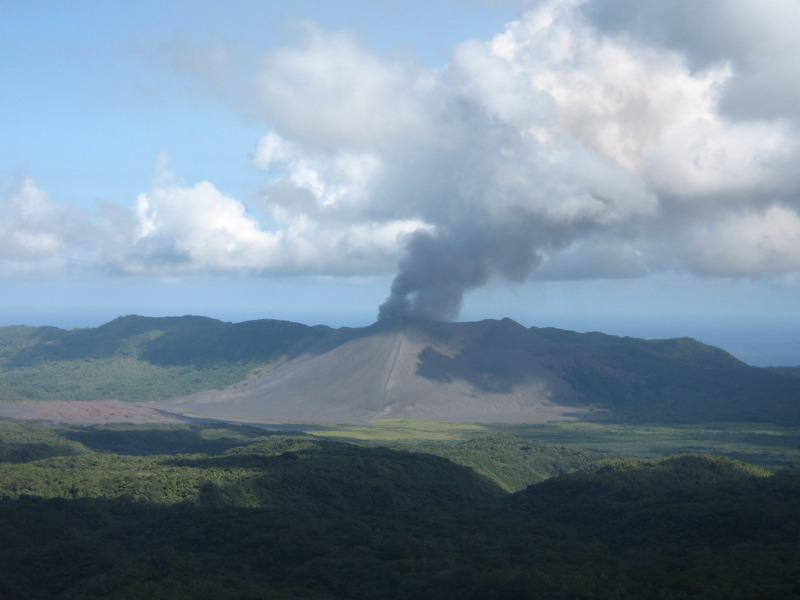